# Rotylenchus fallorobustus
Rotylenchus fallorobustus är en rundmaskart. Rotylenchus fallorobustus ingår i släktet Rotylenchus, och familjen Hoplolaimidae. Arten är reproducerande i Sverige.